# Sava Centrale
La Sava Centrale (ufficialmente in sloveno: Zasavska statistična regija, Regione del fiume Sava centrale) è una delle 12 regioni statistiche in cui è suddivisa la Slovenia. Creata per scorporo dai distretti di Lubiana e Celje, è la più piccola regione dello Stato sia per superficie che per popolazione.
Ne fanno parte i seguenti 4 comuni:
| Stemma | Comune          | Mappa | Superficie km² | Popolazione (2014) | Densità ab./km² |
| ------ | --------------- | ----- | -------------- | ------------------ | --------------- |
|        | Hrastnik        |       | 58,6           | 9 580              | 163             |
|        | Litija          |       | 316            | 14 698             | 46              |
|        | Trbovlje        |       | 58,0           | 16 628             | 287             |
|        | Zagorje ob Savi |       | 147,1          | 16 775             | 114             |
|        | Totale          |       | 485            | 57 446             | 119             |